# Funny (geslacht)
Funny is een geslacht van spinnen uit de  familie van de Macrobunidae. 

## Soorten
- Funny valentine Lin & Li, 2022
- Funny yanqing Lin & Li, 2024